# 22416 Tanimotoyoshi
22416 Tanimotoyoshi è un asteroide della fascia principale. Scoperto nel 1995, presenta un'orbita caratterizzata da un semiasse maggiore pari a 2,5936689 au e da un'eccentricità di 0,2998904, inclinata di 5,60074° rispetto all'eclittica.